# Charity Navigator
 (octobre 2023).
Si vous disposez d'ouvrages ou d'articles de référence ou si vous connaissez des sites web de qualité traitant du thème abordé ici, merci de compléter l'article en donnant les références utiles à sa vérifiabilité et en les liant à la section « Notes et références ».
Charity Navigator est le plus important organisme de notation des associations caritatives. Il n'accepte aucune publicité ou don de la part des associations qu'il évalue. Charity Navigator a été fondé en 2001 et est basé aux Etats-Unis, dans le New Jersey.

## Méthode d'évaluation
À l'aide des déclarations fiscales et des informations publiées par les associations, le système de notation Charity Navigator fonde ses évaluations dans deux grands domaines: la santé financière et la transparence. Selon la performance dans chacun des deux domaines, il est attribué une note globale, allant de zéro à quatre étoiles.